# Мауленов, Касым Сырбаевич
Касым Сырбаевич Мауленов (род.15 февраля 1955, Алма-Ата, КазССР) — казахстанский научный деятель, доктор юридических наук (1983), почетный профессор Всероссийской академии внешней торговли Министерства экономического развития (2012), профессор кафедры экономики и бизнеса Международного университета информационных технологий, лауреат премии им. Чокана Валиханова (2004).

## Биография
Касым Мауленов родился 15 февраля 1955 года в Алма-Ате. Отец — Сырбай Мауленов, народный писатель Казахской ССР.
Касым Мауленов активно занимался боксом, выступал на соревнованиях. В 1971 году выиграл первенство «Трудовые резервы» Казахской ССР среди юношей. В дальнейшем выигрывал Спартакиаду школьников КазССР, Универсиаду республик Средней Азии, Казахстана, Урала, Сибири и Дальнего Востока, неоднократно побеждал в первенстве Алма-Аты. Впоследствии стал автором Энциклопедии бокса Казахстана.
В 1977 году Касым Мауленов окончил Казахский государственный университет им. С.М. Кирова.
Карьеру начал в 1977 году с должности преподавателя кафедры гражданского права Карагандинского государственного университета.
На протяжении до 1989 года вел преподавательскую деятельность в КАЗГУ, был инструктором, консультантом ЦК Компартии Казахстана.
С 1990 года работал начальником договорно-правового отдела в Минестерстве внешнеэкономических связей и затем консультантом в аппарате Аппарата Президента Республики Казахстан и Кабинета  Министров Республики Казахстан.
Начиная с 1999 года занимал должности проректора по науке в Гуманитарного универститета им. Д.А. Кунаева, проректора по науке и международным связям в КАЗГЮУ.
В 2004 году стал профессором кафедры права в Алматинской юридической академии, а затем заведующим кафедры международного права и международных отношений этого ВУЗа.
2006—2007 — заведующий кафедрыфилософии и права Казахстанско-Британского Технического Университета (КБТУ).
2007—2008 — профессор программы Фулбрайт Конгресса США школы права Индиана Университета, город Блумингтон (США).
2008—2010 — профессор кафедры международного права Казахского университета международных отношений и мировых языков имени Абылай Хана.
По состоянию на 2023 год — профессор кафедры экономики и бизнеса Международного университета информационных технологий в Алмате.

## Награды и премии
- медаль «10-летие Конституции Республики Казахстан» (2005)
- медаль им. Ахмета Байтурсынова «Лучший автор» за учебник «Нефтяное право Республики Казахстан и зарубежных стран» (2006)
- Лауреат премии им. Чокана Валиханова за лучшие научные исследования в области гуманитарных наук (2004)
- Государственный грант МОН РК «Лучший преподаватель вуза» (2011)
- Почетной грамотой Министерства образования и науки Республики Казахстан (МОН РК) (2005)
- Серебряная медаль Миланского католического университета[5]

## Публикации
Профессором опубликовано более 250 научных работ. Является автором учебных пособий, рекомендованных Министерством образования и науки Республики Казахстан для всех вузов республики. Внес вклад в подготовку учебных пособий для студентов высших учебных заведений, некоторые из них:
- «Основы гражданского законодательства». В кн.: «Основы государства и права Республики Казахстан», 1997, с.108-154
- «Основы таможенного законодательства». В кн.: «Основы государства и права Республики Казахстан», 1997, с.246-286.
- «Основы законодательства о внешнеэкономической деятельности Республики Казахстан». В кн.: «Основы государства и права Республики Казахстан», 1997, с.444-488.
- Гражданское право Республики Казахстан. (Часть Общая). Учебное пособие, Том 1. Алматы:Гылым, 1998, с.29-46
- Гражданское право Республики Казахстан. (Часть Общая). Учебное пособие.  Том 1. Алматы:Гылым, 1998, с.47-65
- Гражданское правоотношение.- Гражданское право Республики Казахстан. (Часть Общая). Учебное пособие. / Отв. редакторы Г.И.Тулеугалиев и К.С.Мауленов. Том 1. Алматы:Гылым, 1998, с.91 - 102
- Государство и административно-территориальные единицы как субъекты гражданского права. - Гражданское право Республики Казахстан. (Часть Общая). Учебное пособие. / Отв. редакторы Г.И.Тулеугалиев и К.С.Мауленов. Том 1.- Алматы:Гылым, 1998, с.150-167
- Сделки. - Гражданское право Республики Казахстан. (Часть Общая). Учебное пособие. / Отв. редакторы Г.И.Тулеугалиев и К.С.Мауленов. Том 2. Алматы:Гылым, 1998, с.226 - 251

Ряд его научных работ опубликованы в престижных научных изданиях за рубежом: в журнале Международной ассоциации юристов (Лондон, 1997), Российском юридическом журнале (1997 г.), в издании Клувер Ло Интернейшнл (Лондон, 2004), в журнале Анкара университета (2004). Мауленов Касым является соавтором книги «Oil and Gas Law in Kazakhstan. Nationaland International Perspectives», вышедшей в Лондоне в 2004 году в издательстве «KluwerLaw international».
- Мауленов К.С. Правовое регулирование иностранных инвестиций в Казахстане. Алматы: Гылым, 1998.- 328 с. Рецензии на монографию опубликованы в изданиях: «Юридическая газета», 1999, 6 января; «Наука Казахстана», 1999, № 4
- Мауленов К.С. Государственное управление и правовое регулирование в сфере иностранных инвестиций в Республике Казахстан. Алматы: Жетi жаргы, 2000. - 384с. Рецензии на монографию опубликованы в изданиях: «Казахстанский журнал международного права», 2000, №2, с.96-98; Вестник Гуманитарного университета им Д. А. Кунаева, 2000,  №3.
- Р.А.Каламкарян «К.С. Мауленов, В.М. Шумилов Международное экономическое право. - Алматы, 2012». - Государство и право, 2014, N7, с.127-128
- Мауленов К.С.  "Кто есть кто в казахстанской науке междунаролного права"// Ќазаќстандыќ халыќаралыќ ќўќыќ ассоциациясынын Хабаршысы. Вестник казахстана. Ассоциации международного права. 2006. - № 4. - С. 206-216